# Královna Margot (román)
Královna Margot (1845, La reine Margot) je dobrodružný historický román francouzského spisovatele Alexandra Dumase staršího, který napsal ve spolupráci s Augustem Maquetem. Jde o první část autorovy románové trilogie Hugenoti z období náboženských válek ve Francii v 16. století (další díly tvoří romány Paní z Monsoreau a Králův šašek).

## Obsah románu

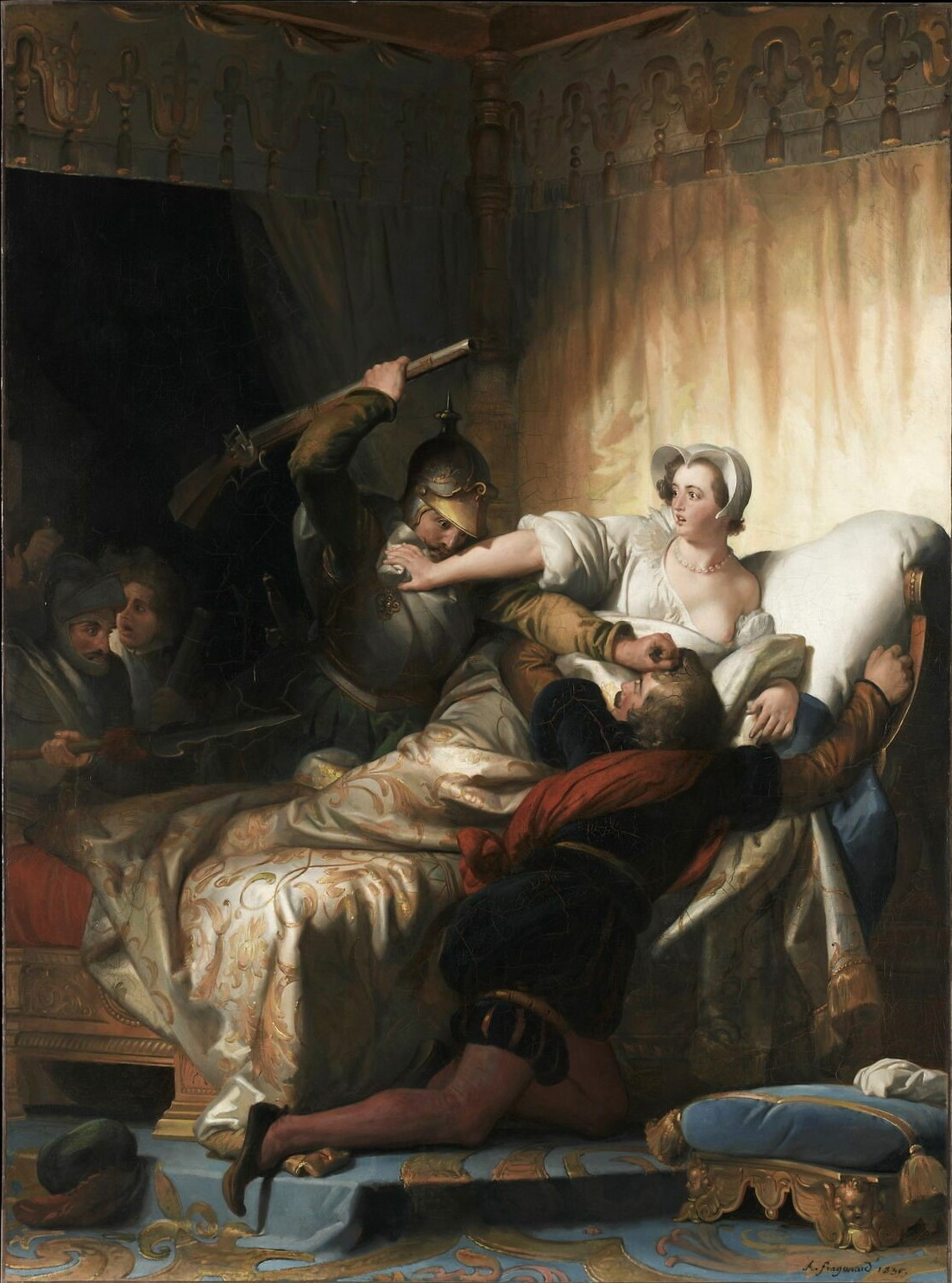
Bartolomějská noc

Děj románu se obehrává mezi lety 1572-1574 v Paříži, převážně v královském paláci Louvre. Příběh začíná svatbou katoličky královny Margot a hugenota (protestanta) Jindřicha Navarrského, sňatek má ryze politické důvody. Kateřina Medicejská, Margotina matka, je proti sňatku. Kateřinin syn, král Karel IX. na podnět své matky a vévody de Guise nechává v noci 24. srpna 1572 vyvraždit všechny hugenoty v Paříži (událost vstoupila do dějin jako Bartolomějská noc), svatební hostina je přímo ideální, jelikož v Královském paláci Louvre je díky svatbě mnoho lidí. Jindřich je nucen naoko konvertovat na katolickou víru. Přestože Jindřich svou ženu Markétu (zvanou Margot) nemiluje, tak i přesto se stávají spojenci a spolu s ní plánuje vzbouření hugenotů a útěk.

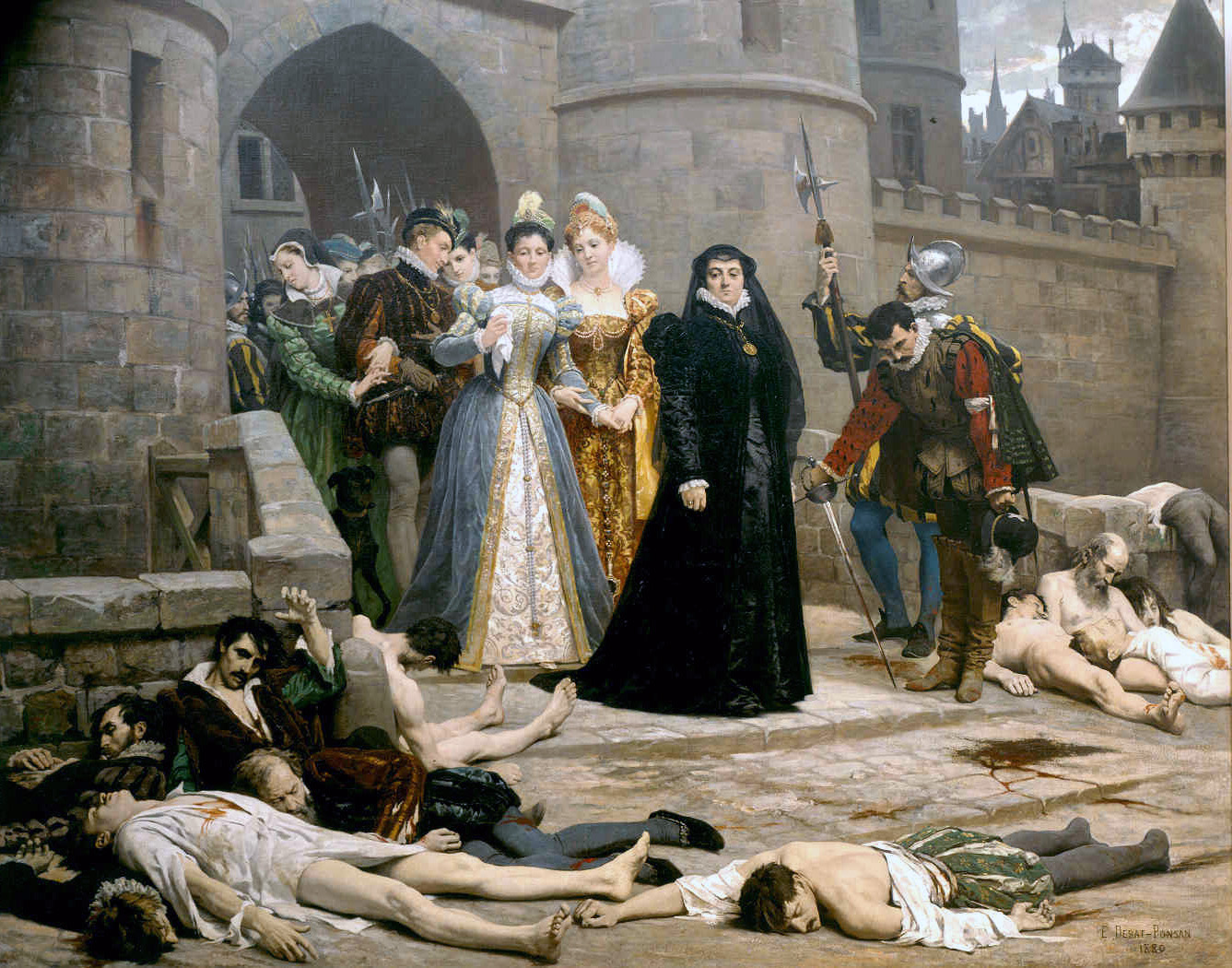
Kateřina Medicejská ráno po Bartolomějské noci

Kateřina však neustále Jindřicha sleduje a znepříjemňuje mu život. Jindřich se však stává blízkým přítelem krále Karla IX. Kvůli Kateřininým intrikám je zavražděn Markétin milenec Hrabě de La Mole. Pomocí otrávené masti na rty, kterou umíchal na Kateřinin příkaz Florenťan René, umírá Jindřichova milenka Charlotta de Sauve, jed měl ale otrávit právě Jindřicha. Kateřina tedy přichystá na Jindřicha další past, otrávenou knihu o lovu, kterou má Jindřichovi dát Jindřich, vévoda z Anjou, bratr Karla IX., kniha napuštěná jedem se ale dostává do rukou Karla IX., a Reného jed ho začíná postupně trávit.

Na honu Jindřich Navarrský zachrání králův život, zatímco Karlův bratr Jindřich jen přihlíží, tato událost ještě zpevní vzájemné přátelství dvou mužů. Karel zjišťuje, že ho nepřímo otrávila vlastní matka a svého bratra posílá tedy do Polska, Jindřich se tedy stává polským králem. V Polsku ale zůstává necelý rok, po Karlově smrti, se navrací do Francie a Kateřina ho dosazuje na trůn jako krále Jindřicha III. Následníkem trůnu a vévodou z Anjou se stává nejmladší bratr Karla IX. a Jindřicha III. František, vévoda d'Alencon (d'Anjou není jméno, ale titul následníka trůnu).
Jindřich Navarrský je nucen uprchnout z Paříže (ještě uplyne dlouhá doba, než se roku 1589 stane francouzským králem).

## Filmové adaptace
- 1910 Královna Margot (film, 1910) (La Reine Margot), francouzský němý film, režie: Camille de Morlhon, v titulní roli Berthe Bovy.
- 1914 Královna Margot (film, 1914) (La Reine Margot), francouzský němý film, režie: Henri Desfontaines, v titulní roli Gabrielle Robinne.
- 1954 Královna Margot (film, 1954) (La Reine Margot), francouzsko-italský film, režie: Jean Dréville, hrají: Jeanne Moreau, Robert Porte, Louis de Funès.
- 1961 Královna Margot (film, 1961) (La Reine Margot), francouzský televizní film, režie: René Lucot, hrají: Robert Porte, Françoise Prévost.
- 1994 Královna Margot (film, 1994) (La Reine Margot), italsko-francouzsko-německý film, režie: Patrice Chéreau, hrají: Isabelle Adjaniová, Daniel Auteuil, Vincent Perez, Jean-Hugues Anglade, Virna Lisi. Film byl nominován na Oscara za kostýmy.
- 1996 Královna Margot (film, 1996) (Королева Маргоt), ruský televizní seriál, režie: Alexandr Muratov.

## Česká vydání
- Ve víru vášní a lásky, E. J. Baštýř a spol., Praha 1907, přeložil Mamert Pavlát.
- Královna Margot, Josef R. Vilímek, Praha 1915, přeložil Lothar Suchý, znovu 1926, 1927 a 1931.
- Královna Margot, Borský a Šulc, Praha 1926, přeložil Karel Khedl.
- Královna Margot, Svoboda, Praha 1976, přeložil Vlastimil Fiala, znovu 1992.
- Královna Margot, Alpress, Frýdek-Místek 2003, přeložil Vlastimil Fiala, znovu 2007.
- Královna Margot. Překlad Vlastimil Fiala. Páté vydání. Praha: Garamond, 2015. 511 stran. ISBN 978-80-7407-279-6